# ووهیمنا
ووهیمنا (به لاتین: Vohimena) یک منطقهٔ مسکونی در ماداگاسکار است که در آمپارافاراوولا واقع شده‌است. ووهیمنا ۸٬۰۰۰ نفر جمعیت دارد و ۸۰۸ متر بالاتر از سطح دریا واقع شده‌است.